# Aytaç Sulu
Aytaç Sulu (ur. 11 grudnia 1985 w Heidelbergu) – turecki piłkarz niemieckiego pochodzenia występujący na pozycji obrońcy w tureckim klubie Samsunspor. 
Wychowanek Sandhausen, w swojej karierze grał także w takich zespołach jak Bahlinger, 1899 Hoffenheim II, VfR Aalen, Gençlerbirliği, Rheindorf Altach oraz Darmstadt 98.
12 stycznia 2019 podpisał półtoraroczny kontrakt z tureckim klubem Samsunspor.